# Église Saint-Jacques de Villefranche-de-Conflent
L'église Saint-Jacques de Villefranche-de-Conflent est une église catholique située à Villefranche-de-Conflent, dans le département des Pyrénées-Orientales (région Languedoc-Roussillon), en France. L'édifice s'élève à l'angle sud-ouest de la ville fortifiée, et est accolée à la courtine sud. Dans sa configuration actuelle, il remonte au XIIe siècle, et a été agrandi à l'époque gothique, puis remanié par Vauban lors de ses travaux de renforcement de la place-forte.

## Historique
Dès la fondation de la ville, ou dans les années qui ont suivi, l'autorisation est donnée par l'évêque d'Elne aux habitants de procéder à la construction d'une église.

La partie la plus ancienne de l'édifice remonte au début XIIe siècle : il s'agit de la nef septentrionale. Lors de la deuxième moitié de ce même siècle, l'augmentation de la population rend nécessaire l'adjonction d'un nouveau vaisseau plus vaste au sud du premier.

L'ensemble est remanié au XIIIe siècle : allongement à l'est avec création de l'actuel chevet plat, création des chapelles latérales et construction de l'actuel clocher sur l'angle nord-ouest,.

À la fin du XVIIe siècle, lors du remodelage des fortifications de la ville, les abords de l'église paroissiale sont totalement modifiés. Le cloître, qui flanquait l'église à l'ouest, est rasé (il n'en reste que les rangées de corbeaux sur lesquels s'appuyaient la charpente des galeries). Le portail occidental est supprimé ; son encadrement de marbre rose, constitué de deux colonnes chacune surmontées de chapiteaux sculptés (apparentés à la sculpture du cloître et de la tribune de Serrabone) supportant une voussure sculptée, a été transféré sur le mur septentrional, à gauche de l'entrée d'origine. Ces sculptures sont datées du milieu du XIIe siècle,.

À l'angle nord-ouest, sous la tour clocher, se trouve le portail d'origine de l'église, et est lui aussi construit en marbre rose. Il est encadré par quatre colonnes (deux de part et d'autre de la porte), supportant des chapiteaux ornés de feuillages (chapiteaux extérieurs) et de lions et de singes (chapiteaux intérieurs). Ces colonnes supportent les voussures ornées (tore en spirale, têtes humaines et animales) qui encadrent le tympan et le linteau. Cette ornementation est comparable à celle du cloître de l'abbaye Saint-Michel de Cuxa.
L'édifice est classé au titre des monuments historiques en 1862.